# Neocarya
Neocarya es un género monotípico de plantas con flores perteneciente a la familia Chrysobalanaceae. Su única especie: Neocarya macrophylla (Sabine) Prance ex F.White, es originaria del oeste de África tropical hasta Sudán.

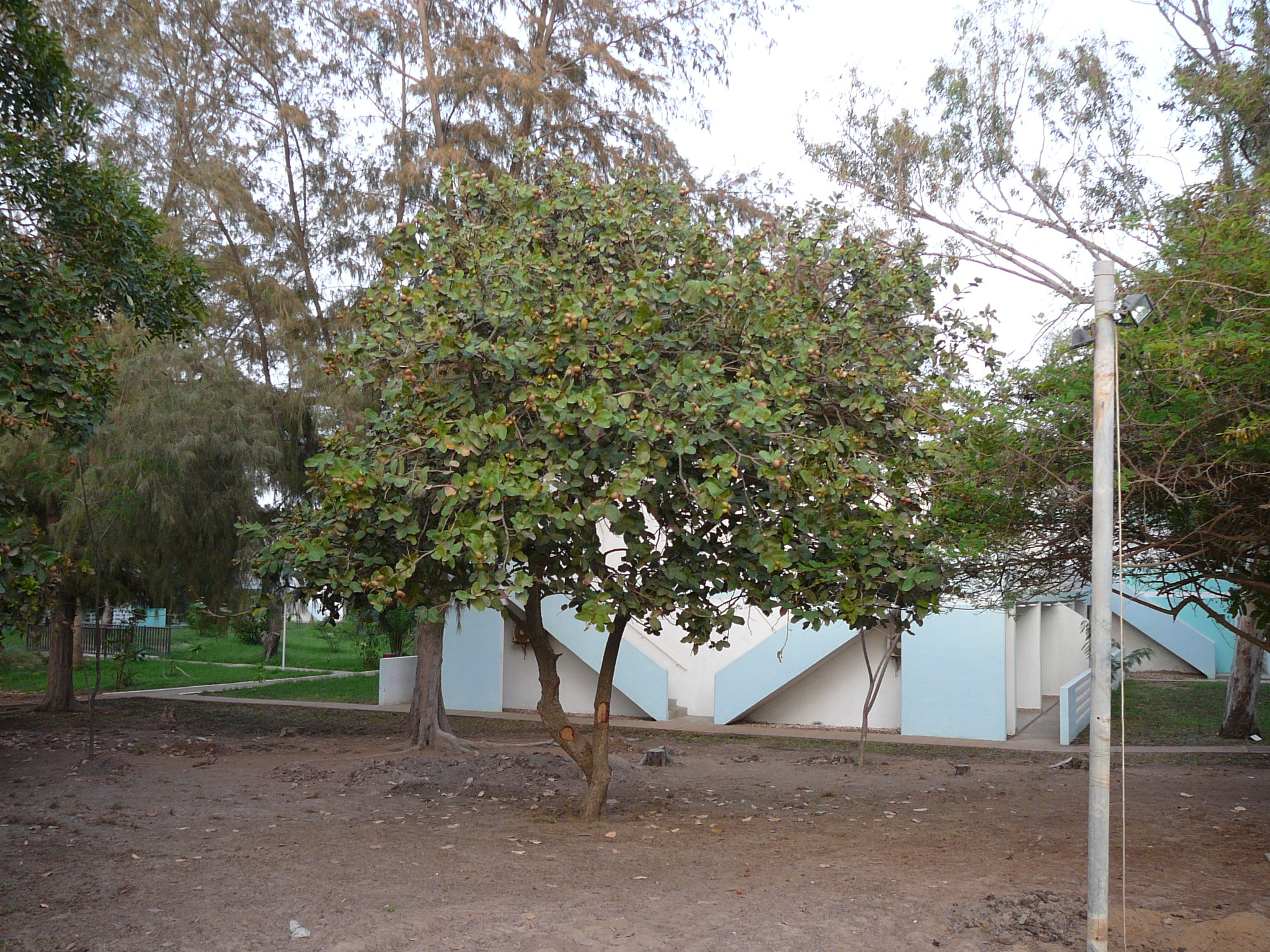
Vista del árbol

## Descripción
Es un árbol espeso pequeño que alcanza un tamaño de ± 10 m de altura, a menudo menos, con un tronco nudoso con redondeada corona y ramillas densamente tomentosas y espesas, las hojas amplias, fuertemente nervadas, tomentosas por el envés;

## Ecología
Se encuentra en las playas de arena en las zonas costeras, en una franja de hasta 300 km de ancho;  (700-100 km de la costa) en las regiones de la sabana más seca en los bancos de arena de los cursos de agua estacionales y en los acantilados de arenisca, comunes en camas de uadis (Níger- Nigeria). Parece sobrevivir a los incendios anuales en la sabana.

## Taxonomía
Neocarya macrophylla fue descrita por (Sabine) Prance ex F.White y publicado en Bulletin du Jardin Botanique National de Belgique 46: 308. 1976.
Sinonimia
- Parinari macrophylla Sabine, Trans. Hort. Soc. London 5: 452 (1824).
- Petrocarya macrophylla (Sabine) Steud., Nomencl. Bot., ed. 2, 2: 309 (1841).
- Ferolia macrophylla (Sabine) Kuntze, Revis. Gen. Pl. 1: 216 (1891).
- Parinari senegalensis Perr. ex DC., Prodr. 2: 527 (1825).
- Petrocarya senegalensis (Perr. ex DC.) Steud., Nomencl. Bot., ed. 2, 2: 309 (1841).[1]